# Bullimus bagobus
Bullimus bagobus és un rosegador del gènere Bullimus, una de les quatre espècies d'aquest gènere. A nivell de conservació, actualment no és considerada en risc. Se'l pot trobar a Mindanao a les Filipines, a una altitud d'entre 200 i 1.800 metres.